# 1132 dans les croisades
Cette page regroupe les évènements concernant les Croisades qui sont survenus en 1132 : 
- Léon Ier, prince de l'Arménie Cilicienne, conquiert Mamistra, Adana et Tarse sur les byzantins[1].
- Révolte d'Hugues II du Puiset, comte de Jaffa[1].
- 15 décembre : La forteresse de Pancas est reprise par l'émir de Damas[1].